# Фінал кубка Англії з футболу 1928
Фінал кубка Англії з футболу 1928 — 53-й фінал найстарішого футбольного кубка у світі. Учасниками фіналу були «Блекберн Роверз» і «Гаддерсфілд Таун». Володарем кубкового трофею став «Блекберн Роверз».

## Шлях до фіналу
| «Блекберн Роверз»   | «Блекберн Роверз» | «Блекберн Роверз»                       | Раунд           | «Гаддерсфілд Таун»  | «Гаддерсфілд Таун» | «Гаддерсфілд Таун»                                                                                         |
| ------------------- | ----------------- | --------------------------------------- | --------------- | ------------------- | ------------------ | --- |
| Суперник            | Результат         | Матчі                                   |                 | Суперник            | Результат          | Матчі |
| «Ньюкасл Юнайтед»   | 4—1               | 4—1 вдома                               | Третій раунд    | «Лінкольн Сіті»     | 4—2                | 4—2 вдома                                                                                                  |
| «Ексетер Сіті»      | 5—3               | 2—2 на виїзді, 3—1 вдома (перегравання) | Четвертий раунд | «Вест Гем Юнайтед»  | 2—1                | 2—1 вдома                                                                                                  |
| «Порт Вейл»         | 2—1               | 2—1 вдома                               | П'ятий раунд    | «Мідлсбро»          | 4—0                | 4—0 вдома                                                                                                  |
| «Манчестер Юнайтед» | 2—0               | 2—0 вдома                               | Шостий раунд    | «Тоттенгем Готспур» | 6—1                | 6—1 вдома                                                                                                  |
| «Арсенал»           | 1—0               | 1—0 на нейтральному полі                | 1/2 фіналу      | «Шеффілд Юнайтед»   | 3—2                | 2—2 на нейтральному полі, 0—0 на нейтральному полі (перегравання), 1—0 на нейтральному полі (перегравання) |

## Матч
| 21 квітня 1928 |

| Блекберн Роверз            | 3:1      | Гаддерсфілд Таун |
| -------------------------- | -------- | ---------------- |
| Роскамп 1', 82' Маклін 22' | Протокол | Джексон 55'      |

| Вемблі, Лондон Глядачів: 92 041 Арбітр: Т.Г.Браян |

|  |  |

|                  |  |                   |  |
|                  |  |                   |  |
| В                |  | Джок Кроуфорд     |  |
| З                |  | Герберт Джонс     |  |
| З                |  | Джок Гаттон       |  |
| ПЗ               |  | Остен Кемпбелл    |  |
| ПЗ               |  | Віллі Ранкін      |  |
| ПЗ               |  | Генрі Гіллесс (к) |  |
| Н                |  | Артур Рігбі       |  |
| Н                |  | Томмі Маклін      |  |
| Н                |  | Джек Роскамп      |  |
| Н                |  | Сід Паддефут      |  |
| Н                |  | Джордж Торневелл  |  |
| Головний тренер: |  |                   |  |
| Боб Кромптон     |  |                   |  |

|                  |  |                |  |
|                  |  |                |  |
| В                |  | Біллі Меркер   |  |
| З                |  | Нед Баркас     |  |
| З                |  | Рой Гудол      |  |
| ПЗ               |  | Девід Стіл     |  |
| ПЗ               |  | Том Вілсон     |  |
| ПЗ               |  | Леві Редферн   |  |
| Н                |  | Біллі Сміт     |  |
| Н                |  | Клем Стівенсон |  |
| Н                |  | Джордж Браун   |  |
| Н                |  | Боб Келлі      |  |
| Н                |  | Алекс Джексон  |  |
| Головний тренер: |  |                |  |
| Джек Чаплін      |  |                |  |